# Корш, Валентин Фёдорович
Валенти́н Фёдорович Корш (23 ноября [5 декабря] 1828, Москва — 25 июня [7 июля] 1883, Гейдельберг) — русский журналист, публицист, историк литературы, переводчик, младший брат Е. Ф. Корша.

## Биография
Среднее образование получил в 1-й Московской гимназии, которую окончил в 1846 году с золотой медалью. Начал учиться в Московском университете, но с его юридического факультета через два года по семейным обстоятельствам перешёл в Петербургский университет, также на юридический факультет.
Его первое исследование «Испанская драматическая литература» было опубликовано в журнале «Современник» ещё в студенческие годы в 1848 году. В 1850 году он окончил университетский курс со степенью кандидата и занял должность помощника редактора газеты «Московские ведомости»; вёл в газете также иностранный отдел и публиковал литературные рецензии. В 1855 году В. Ф. Корш стал редактором газеты, которая была одной из самых читаемых в России. В 1856 году он печатал в газете свой историко-литературный труд «Столетие Московских ведомостей», изданный в 1857 году отдельной книгой.
В 1862 году он переехал в Санкт-Петербург и в 1863 году стал арендатором и редактором газеты «Санкт-Петербургские ведомости», которая быстро приобрела популярность и репутацию либерально-демократического и оппозиционного издания. В газете участвовали В. П. Буренин, А. В. Дружинин, В. В. Стасов, А. С. Суворин, Ю. А. Россель и М. И. Зарудный.
Из-за несогласия с воззрениями тогдашнего министра народного просвещения Д. А. Толстого на гимназическую реформу в 1874 году Коршу пришлось покинуть газету и около двух лет (с 1875 и до начала 1877 года) он провёл за границей (Швейцария, Италия, Франция), изучая, между прочим, итальянский язык и древнегреческую литературу.
В 1876 году он начал сотрудничать с журналом «Вестник Европы», напечатал в нём статьи: «Книга Литтре и сборники сочинений Ф. Шаля и Эд. Гартмана» (№ 3), «Книги французских моралистов Каро и Карро о нравственных идеалах» (№ 4), «Древнее рабство и его судьба в начале нашей эры» (№ 6).
С 1877 года — неофициальный редактор газеты «Северный вестник», издававшейся его сыном Е. В. Коршем, но весной 1878 года газета была запрещена за публикацию письма В. И. Засулич.
С 1881 года он издавал журнал «Заграничный вестник», в котором публиковались переводы А. Доде, Э. Золя, Уилки Коллинза, очерки В. В. Стасова, историка русской и зарубежной литературы А. И. Кирпичникова, Г. М. Никольского.
В. Ф. Корш — автор рецензий, статей по вопросам европейской политики, истории, литературы. Перевёл «Курс всеобщей истории» Г. Вебера (Т. 1—4, 1859—1861, совместно с Е. Ф. Коршем). В 1880 году вышел первый том начатой под его редакцией «Всеобщей истории литературы»; с марта 1880 года по август 1882 года вышло в свет 15 выпусков «Всеобщей истории литературы».
В последние годы жизни сильно нуждался. Умер в Германии, в Гейдельберге в июне 1883 года (различные источники указывают дату смерти: 24, 25 и 26 июня). Был похоронен в Петербурге на кладбище Воскресенского Новодевичьего монастыря; могила утрачена.
После его смерти наиболее выдающиеся из его статей, помещенных в периодических изданиях, были собраны и изданы в 1885 году в Петербурге отдельной книгой под заглавием «Этюды В. Ф. Корша» (с биографией автора).

## Семья
- Первая жена — Елизавета Петровна Корш (урождённая Elisabeth Marguerite Larmée (Ларме), 30 декабря 1824—6 июня 1864)[9][10]
  - Сын — Евгений (25.10.1851[11]—16.3.1913),
  - Дочь — Софья (в замужестве Мисюра, 2 августа 1854—1928)[9], муж — Николай Петрович Мисюра[10].
  - Сын — Дмитрий (25.1.1857[12]—27.10.1915),  юрист, мировой судья, действительный тайный советник[9]
  - Дочь — Анна (1858—?), муж — Василий Келлер[10].
  - Сын — Александр (1862—1918), жена — Мария Георгиевна Хэгедюш (Marina Kheguediush, ?—1937)[10].
- Вторая жена (с 8.01.1865) —  Дионисия Андреевна Корш  (урождённая Denise Demontigny (Демонтинье), 3 февраля 1847—24 августа 1910)[9][10].
  - Дочь — Мария Чепинская (23 октября 1865—14 ноября 1947), муж — Винцас Чепинскис[лит.][10], русская переводчица, составитель «Краткого словаря мифологии и древностей» (1894).
  - Дочь — Елена (7 марта 1867—1941)[10].
  - Сын — Георгий (13 января 1881—1902[9]), жена — Анна Владимировна Корш, урождённая Мень[10]

## Рекомендуемая литература
- РГБ. Ф.465 Корши